# Rachele Phillips
Rachele Phillips (* um 1972, geborene Rachele Edwards) ist eine walisische Badmintonspielerin.

## Karriere
Rachele Phillips siegte schon als Juniorin 1990 erstmals bei den nationalen Titelkämpfen in Wales. Insgesamt war sie sieben Mal in ihrer Heimat erfolgreich. 2006 nahm sie an den Mannschaftseuropameisterschaften teil.

## Sportliche Erfolge
| Saison | Veranstaltung                             | Disziplin   | Platz | Name                                 |
| ------ | ----------------------------------------- | ----------- | ----- | ------------------------------------ |
| 1990   | Wales: Einzelmeisterschaften der Junioren | Mixed       | 1     | Huw Bowen / Rachele Edwards          |
| 1990   | Wales: Einzelmeisterschaften der Junioren | Dameneinzel | 1     | Rachele Edwards                      |
| 1990   | Wales: Einzelmeisterschaften              | Dameneinzel | 1     | Rachele Edwards                      |
| 1991   | Wales: Einzelmeisterschaften der Junioren | Mixed       | 1     | Huw Bowen / Rachele Edwards          |
| 1991   | Wales: Einzelmeisterschaften der Junioren | Dameneinzel | 1     | Rachele Edwards                      |
| 1991   | Wales: Einzelmeisterschaften der Junioren | Damendoppel | 1     | Rachele Edwards / J. Minton          |
| 1991   | Wales: Einzelmeisterschaften              | Dameneinzel | 1     | Rachele Edwards                      |
| 1993   | Wales: Einzelmeisterschaften              | Damendoppel | 1     | Rachele Edwards / Hilary Tarleton    |
| 1999   | Wales: Einzelmeisterschaften              | Damendoppel | 1     | Rachele Edwards / Kelly Morgan       |
| 2006   | Wales: Einzelmeisterschaften              | Damendoppel | 1     | Rachele Phillips / Joanne Muggeridge |
| 2006   | Wales: Einzelmeisterschaften              | Dameneinzel | 1     | Rachele Phillips                     |
| 2007   | Wales: Einzelmeisterschaften              | Damendoppel | 1     | Rachele Phillips / Joanne Muggeridge |